# Chodsigoa salenskii
Chodsigoa salenskii es una especie de musaraña de la familia Soricidae.

## Distribución geográfica yhábitat
Se encuentra sólo en montanos al norte de Sichuan, China.

## Estado de conservación
Está clasificada como una especie en peligro crítico debido a la pérdida del hábitat y un rango restringido.